# Allhelgona landskommun
Allhelgona landskommun var en tidigare kommun i Östergötlands län.

## Administrativ historik
När 1862 års kommunalförordningar trädde i kraft inrättades i Sverige cirka 2 500 kommuner. Huvuddelen av dessa var landskommuner (baserade på den äldre sockenindelningen), vartill kom 89 städer och åtta köpingar. I Allhelgona socken i Göstrings härad i Östergötland inrättades då denna kommun.
Den 1 januari 1947 (enligt beslut den 8 mars 1946) överfördes fastigheterna Djurängen 1:1 och 1:2, med 7 invånare och omfattande en areal av 0,17 km², varav allt land, till Järstads landskommun. I motsatt riktning (från Järstad till Allhelgona) överfördes den obebodda fastigheten Orås 1:1, omfattande en areal av 0,18 km², varav allt land.
Vid kommunreformen 1 januari 1952 uppgick denna i Skänninge stad som 1971 uppgick i Mjölby kommun.

### Kyrklig tillhörighet
I kyrkligt hänseende hörde landskommunen till Allhelgona församling.

## Politik

### Mandatfördelning i Allhelgona landskommun 1942-1946
| 7 | 8 |

| 15 |

| 9 | 6 |

| 15 |